# 莱尔济
莱尔济（法語：Lerzy，法語發音：[lɛʁzi]）是法国上法蘭西大區埃纳省的一个市镇，属于韦尔万区。

## 地理
莱尔济（49°56'44"N, 3°53'17"E）面积11.54 平方千米，位于法国上法蘭西大區埃纳省，该省份为法国北部内陆省份，北起北部省，西接索姆省和瓦兹省，东临阿登省和马恩省，西南至塞纳-马恩省，东北部与比利时接壤。
与莱尔济接壤的市镇（或旧市镇、城区）包括：比龙福斯、拉卡佩勒、弗鲁瓦代斯特雷、索尔拜。

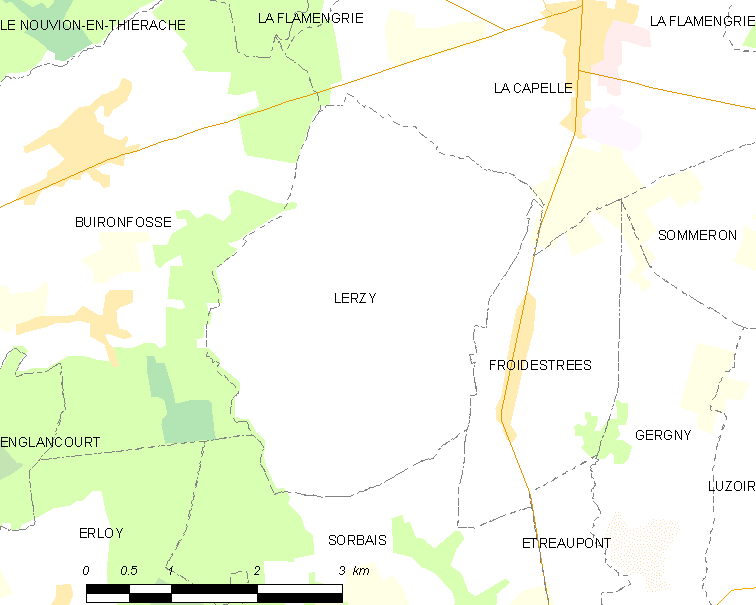
莱尔济的OSM定位图

莱尔济的时区为UTC+01:00、UTC+02:00（夏令时）。

## 行政
莱尔济的邮政编码为02260，INSEE市镇编码为02418。

## 政治
莱尔济所属的省级选区为韦尔万县。

## 人口

1962-2008年间莱尔济人口变化图示

莱尔济于2022年1月1日时的人口数量为224人。